# The Eternal Three
The Eternal Three és una pel·lícula muda de la Samuel Goldwyn Productions dirigida per Marshall Neilan i protagonitzada per Hobart Bosworth, Bessie Love i Claire Windsor, entre d'altres. La pel·lícula, basada en una història del propi director, es va estrenar el 23 de setembre de 1923. Rodada a finals d'hivern de 1923, algunes de les escenes es van rodar al Parc Nacional del Canyó Bryce, la Ciutat de Mèxic i Chapultepec. Es considera una pel·lícula perduda.

## Argument

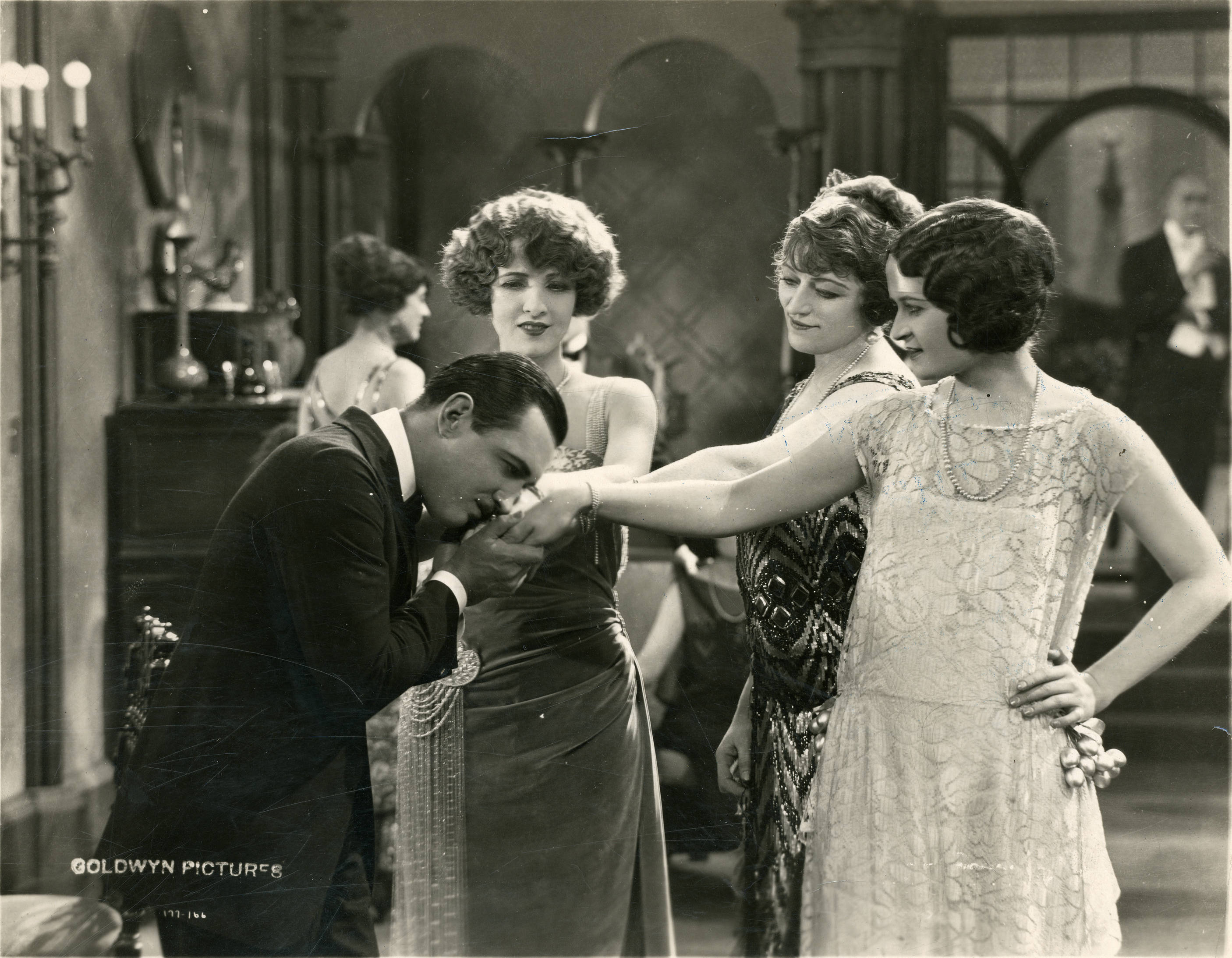
Fotograma de la pel·lícula

El Dr. Frank R. Walters és un prominent neurocirurgià casat de fa poc amb una dona molt més jove que ell a la que té abandonada per culpa de la seva feina. El doctor té un fill adoptiu, Leonard Foster, que sedueix a totes les dones amb les que fa coneixença. Primer sedueix Hilda, la secretària del Dr. Frank, i després intenta seduir també la dona del seu pare adoptiu, a la que promet dur a Europa quan guanyi prou diners. Walters l'acaba fent fora de casa seu. Poc després el metge rep una trucada que la seva dona i Leonard han patit un accident de cotxe i tot i que a la seva dona no li ha passat res, Leonard té una fractura cranial que l'ha deixat molt malmès. El pare, oblidant el que li ha fet el noi aconsegueix operar-lo amb èxit. Mentre està a casa convalescent, Tommy Tucker, el xicot de Hilda i el seu germà troben a aquesta en un hospital de maternitat. Malgrat la seva infidelitat, Tommy continua enamorat de Hilda i li demana que es casi amb ell. Després, Tommy i Bob van a casa del doctor Frank Walters per enfrontar-se a Leonard i, quan el metge s'assabenta que també ha seduït Hilda, castiga al fill adoptiu. Tommy i Bob també li donen una pallissa a Leonard. Frances admet el seu error i la parella es reconcilia. Leonard marxa definitivament de la casa però un cop fora veu una jove caminant i la recull.

## Repartiment
- Hobart Bosworth (Dr. Frank R. Walters)
- Claire Windsor (senyora Walters)
- Raymond Griffith (Leonard Foster)
- Bessie Love (Hilda Gray)
- Alec B. Francis (Dr. Steven Browning)
- George Cooper (Bob Gray)
- Tom Gallery (Tommy Tucker)
- Helen Lynch (Miriam Barnes)
- William Orlamond (propietari de l'Hacienda)
- Charles West (majordom)
- Marion Aye (criada)
- William Norris (Old Roué)
- James F. Fulton (governador)
- Irene Hunt (dona del governador)
- Peaches Jackson (filla del governador)
- Victory Bateman (Mrs. Tucker)
- Billie Bennett (amiga de Mrs. Tucker)
- Lillian Leighton (dona de fer feines)